# Oštrobridi jedić
Oštrobridi jedić (vučji jedić, omik, smrt pesja, vuči koren, lat. Aconitum lycoctonum) vrsta je jedića. Kao i srodni mu modri jedić, smrtno je otrovan za ljude i životinje. Nekada je korišten  za trovanje vukova i lisica. Cvjetovi su mu blijedožute boje. Naraste do 1 m visine. Raste u sjevernoj i srednjoj Europi te Aziji (Sibir, Altaj, Kina, Mongolija). U Hrvatskoj ga ima na Velebitu i u Gorskom kotaru, a nađe ga se i na Medvednici.

## Sastav
Organske kiseline, alkaloidi (do 0,94 %) u podzemnom dijelu biljke. Maksimalni sadržaj alkaloida je zabilježen tijekom perioda zametanja plodova, sjemenki. Aktivne tvari su nor-diterpeni likakonitin i likoktonin.
Nadzemni dio biljke sadrži proazulen, alkaloide i kumarine te flavonoide. Alkoholi su pronađeni u stabljikama biljaka, pronađeni su flavonoidi u cvjetovima i masno ulje u sjemenu. Navodno ne sadrži akonitinske alkaloide, za razliku od modrog jedića.

## Uporaba u narodnoj medicini
U narodnoj medicini koristi se nadzemni dio te podzemni dijelovi.
U mongolskoj narodnoj medicini ova vrsta jedića široko se koristi: korijeni iskopani u kasnu jesen i rano proljeće su univerzalni lijek. U rujnu i listopadu prikupljaju se zrele sjemenke pod nazivom "bihyanagvy", koje se koriste za apscese, akutne i kronične gnojne infekcije i sifilis .
U tibetanskoj narodnoj medicini koristi se dekokt korijena u infektivnim, gastrointestinalnim bolestima, bubrežnom, intestinalnih i hepatičnih kolika, pri epilepsiji, zubobolji i parazitnim kožnim bolestima.
U narodnoj medicini Sibira i Gornjeg Altaja,  koristi se za sifilis. Na Altaju, sve vrste akonita močene u votki u malim dozama piju se za bolove u trbuhu ili se jede suhi korijen, "kod bolova u crijevima". Macerati su korišteni izvana za rak dojke.
U narodnoj medicini koristi se kao sredstvo protiv bolova za ascites, u obliku kupki za reumatizam, neuralgiju, bol u zglobovima.

## Podvrste
1. Aconitum lycoctonum subsp. lasiostomum (Rchb.) Warncke
2. Aconitum lycoctonum subsp. lycoctonum raste i u Hrvatskoj[2]
3. Aconitum lycoctonum subsp. moldavicum (Hacq.) J. Jalas
4. Aconitum lycoctonum subsp. neapolitanum (Ten.) Nyman raste i u Hrvatskoj[3]
5. Aconitum lycoctonum subsp. vulparia (Rchb.) Nyman raste i u Hrvatskoj gdje je poznata kao žuti jedić i klobučac oštrobridi[4]

## Članci iz časopisa i zbornika
Гриценко И.И., Зубов А.Н., Наумов “Модификация натриевых каналов мембран клеток нейробластомы аконитинам; “Цитология”; №6, 1982, с.658-666;
Долгушина Г.С., Жакова Ч.Н. “Исследование аконита Чекановского”; Новые лекарственные препараты из растений Сибири и Дальнего Востока. Тезисы Всесоюзной конференции; 1986, с.37, Томск;
Поветьева Т.Н., Пашинский В.Г. “Фармакологическое исследование настойки аконита Чекановского”; Актуальные проблемы фармакологии и поиска новых лекарственных препаратов; 1987, с.30-31. Томский медицинский институт, Томск;
Рулин В.А., Мазур Н.А., Зайцева “Фармакокинетика дезацетиллаппаконитина”, Химико-фармацевтический журнал; №4, 1988, с.399-401;
Туляганов Н., Джохангиров, Саритдинов, Хамдамов “К фармакологии некоторых аконитиновых алкалоидов”; “Фармакология растительных веществ”, 1976, с.76-93, Ташкент;
Поветьева Т.Н., Пашинский В.Г., Семенов А.А., Жапова Ц., Погодаева Н.Н., Хоружая Т.Г. Исследование противоопухолевых и антиметастатических свойств растительных средств из аконита байкальского. Сибирский онкологический журнал. 2002. № 3-4. с. 138-141.
Поветьева Т.Н., Пашинский В.Г., Нестерова Ю.В., Пушкарский С.В., Гайдамович Н.Н., Семенов А.А., Жапова Ц., Погодаева Н.Н. Противометастатические свойства алкалоидов аконита байкальского. Сибирский онкологический журнал. 2005. № 4. с. 43-46.
Поветьева Т.Н., Гайдамович Н.Н., Пашинский В.Г., Семенов А.А., Жапова Ц., Нестерова Ю.В., Жданов В.Н. Противометастатические свойства вытяжек аконита северного (Aconitum septentrionale L.) Сибирский онкологический журнал. 2004. № 1. С. 9-11.
Алефиров А.Н., Беспалов В.Г. и др. Антиметастатическая активность настойки подземной части Aconitum soongaricum (Ranunculaceae) на моделях перевиваемых опухолей. Растительные Ресурсы, т. 50, вып. 2 - 2014. с. 254-270
Алефиров А.Н., Беспалов В.Г. и др. Противоопухолевая актиность настойки Aconitum soongaricum (Ranunculaceae) на моделях перевиваемых лейкозов и солидных опухолей. Растительные Ресурсы, т. 49, вып. 3 - 2013. с. 435-452
Murayama M, Mopi T, Bando H, Amiya T “Studies of constituents of Aconitum species. IX. The Pharmacological properties of pyro-type aconitine alkaloids, components of processed aconite powder “kako-bushi-matsu”: analgesic, antiinflammatory and acute toxic activity”, “J Ethnopharmacol”, 35(2), 1991 Dec, с. 159-64, Research section, Sanwa Shoyaku Co. Ltd., Tochigi, Japan;
Wada K, Ishizuki S, Mori T, Bando H, Murayama M, Kawahara N “Effects of alkaloids from Aconitum yesoense var. Macroyesoense on cutaneous blood flow in mice”, “Bio Pharm Bull”, 20(9), 1997 Sep, с.978-82, Hokkaido College of Pharmacy, Otaru, Japan;
Ji BL, Xia LP, Zhou FX, et al. Aconitine induces cell apoptosis in human pancreatic cancer via NF-kappaB signaling pathway. Eur Rev Med Pharmacol Sci. 2016;20:4955–4964.
Povšnar,M.,Koželj,G., Kreft,S., Lumpert ,M.  Rare tradition of the folk medicinal use of Aconitum spp. is kept alive in Solčavsko, Slovenia ,J Ethnobiol Ethnomed. 2017; 13: 45.

## Vanjske poveznice
|  | Zajednički poslužitelj ima stranicu o temi Aconitum lycoctonum    |
|  | Zajednički poslužitelj ima još gradiva o temi Aconitum lycoctonum |
|  | Wikivrste imaju podatke o taksonu Aconitum lycoctonum             |

- Plants For A Future